# Takács Imre (karikaturista)
Takács Imre (Pásztó, ? –) magyar karikaturista, festőművész, grafikus. Szignója: Takács.

## Életpályája
Pásztóról származik, de valamennyi iskoláját Budapesten végezte. Az 1970-es években a Ludas Matyi fiatal karikaturistájaként szünidejét, szabadidejét Pásztón töltötte. Hegesztőtanfolyamot is végzett az egykori Ganz–MÁVAG-ban, ív- és lánghegesztésből kiváló eredménnyel vizsgázott, ami azért érdekes, mert Pásztó városában, korábban fémből készült alkotásait is önmaga készítette, hegesztette. Ő tervezte Pásztó korábbi, szocialista címerét,  és a város egykori Felszabadulási emlékművét is. Köztéri alkotásainak egy részét a rendszerváltást követően elbontották. Képzőművészként készített mozaikokat is. Grafikáival,  tusrajzaival   és festményeivel több kiállításon is részt vett. Első karikatúrái a Füles című rejtvényújságban, a Magyar Nemzetben és a Füles Évkönyvekben jelentek meg 1960-tól. Közel tizenöt évig rajzolt külsősként időszakos vagy hetilapoknak. 1970-től a Ludas Matyi munkatársa volt, karikatúrái megjelentek a Ludas Matyi lapcsalád alkalmi, időszakos kiadványaiban is.

## Publikációi
- Magyar Nemzet (1960–1968)
- Füles (1960–1971)
- Ludas Matyi (1970–1975)
- Ludas Matyi Magazin (1970–1975)
- Nyári örömök (1974)
- Plajbász és Paróka (1965)
- Dupla vagy Semmi (1967)
- Magyar Rendőr (1970)
- Sportolj Velünk (1971)
- Nógrád (1971–1972)

## Kiállításai
- Salgótarján
- Pásztó